# Spoorlijn Fiľakovo – Somoskőújfalu

Het traject van Somoskőújfalu tot Hatvan op het Hongaarse spoorwegnet.

De spoorlijn Fiľakovo – Somoskőújfalu is een niet-geëlektrificeerde spoorlijn in het zuiden van Slowakije. Ze verbindt Fiľakovo met Somoskőújfalu (Noord-Hongarije) en leidt verder in Hongarije naar Hatvan. 
De lijn was in het verleden een belangrijke verbinding maar verwerkt thans nog alleen regionaal spoorverkeer. Op het Slowaakse grondgebied is ze enkelsporig en draagt ze het lijnnummer 164, op het Hongaars grondgebied draagt ze het lijnnummer 81 en is ze gedeeltelijk dubbelsporig.

## Geschiedenis
Ten tijde van het Koninklijk Hongarije werd anno 1863 de aanleg van de spoorlijn Pest - Salgótarján aangevangen door de Saint Stephen Coal Mining Company. Dit bedrijf werd gesticht door de spoorwegingenieur Johann Brellich en door mijningenieur Gregor Windsteig. Hun doel was om de Hongaarse stad Boedapest snel en betrouwbaar te bevoorraden met steenkool uit het comitaat Nógrád.
Een deel van de lijn, met name het traject van Pest tot Hatvan, was reeds in 1867 voltooid. In 1868 ging het bedrijf dat de lijn aanlegde, failliet. Bijgevolg werd de spoorlijn overgenomen door de Hongaarse Staatsspoorwegen (MÁV).
Anno 1917 werden er plannen gemaakt om de lijn te elektrificeren, maar deze werden nooit waargemaakt.
In het Hongaars-Tsjechoslowaakse conflict (Eerste - en Tweede Wereldoorlog) was het eigendom van de koolmijnen een belangrijk dispuut en bijgevolg werd de grens tussen Hongarije en Tsjecho-Slowakije bij herhaling gewijzigd.
Deze lag in:
- 1920-1924: tussen Salgótarján en Somoskőújfalu,
- 1924-1938: tussen Somoskőújfalu en Šiatorská Bukovinka.

Vanaf 1938 tot 1947 lag de grens meer noordelijk en was de gehele spoorlijn - van Hatvan tot Fiľakovo - weer eigendom van Hongarije.
De huidige landsgrens werd vastgesteld op basis van de Vrede van Parijs (1947). Ze kruist de spoorlijn tussen Somoskőújfalu (Hongarije) en Šiatorská Bukovinka (Slowakije). 
Het traject dat op het grondgebied van het hedendaagse Slowakije ligt, was aanvankelijk dubbelsporig. Doch tijdens de Tweede Wereldoorlog liep de lijn ernstige schade op en om strategische redenen werd op Slowaaks grondgenied één spoor van de twee verwijderd.
Het traject van Fiľakovo (Slowakije) naar Somoskőújfalu (Hongarije) is een van de oudste in het huidige Slowakije en sluit aan op de belangrijke Zuid-Slowaakse dwarslijn (lijn 160: Zvolen - Košice).

## Treindienst

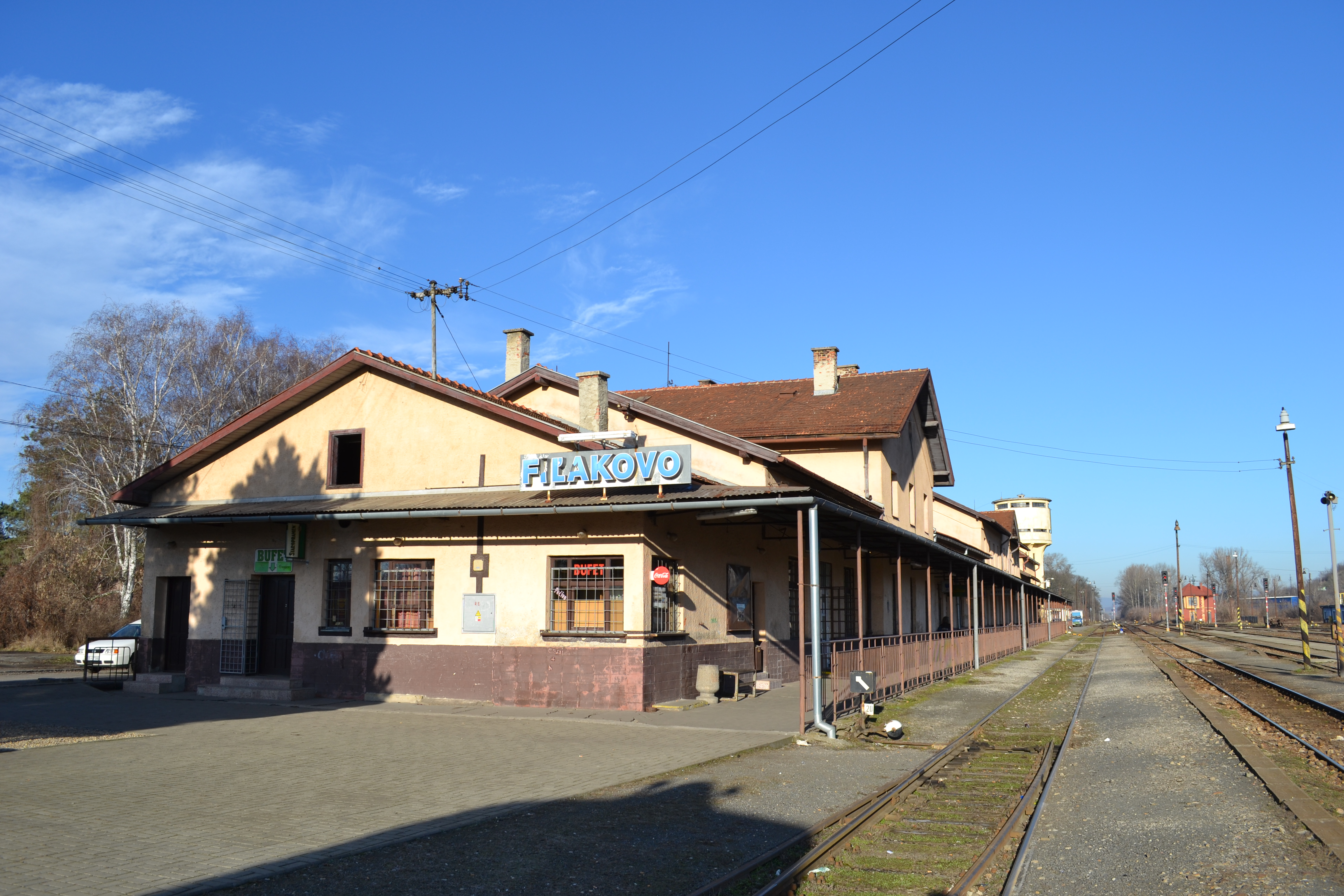
Station Fiľakovo (Slowakije).

In het verleden werd de spoorlijn voor internationaal verkeer benut. De belangrijkste internationale trein was:
- vóór 1918: Boedapest - Berlijn,
- na 1945: Warschau - Belgrado.

De laatste internationale sneltrein reed tot 2008 tussen Boedapest en Zvolen.
In 2011 werd het overblijvende grensoverschrijdende passagiersvervoer (met stoptreinen) tussen Fiľakovo (Slowakije) en Somoskőújfalu (Hongarije) opgeschort.
De uitputting van de mijnen en het ontbreken van een tweede spoor droegen bij tot de vermindering van het verkeer.

## Stations en stopplaatsen

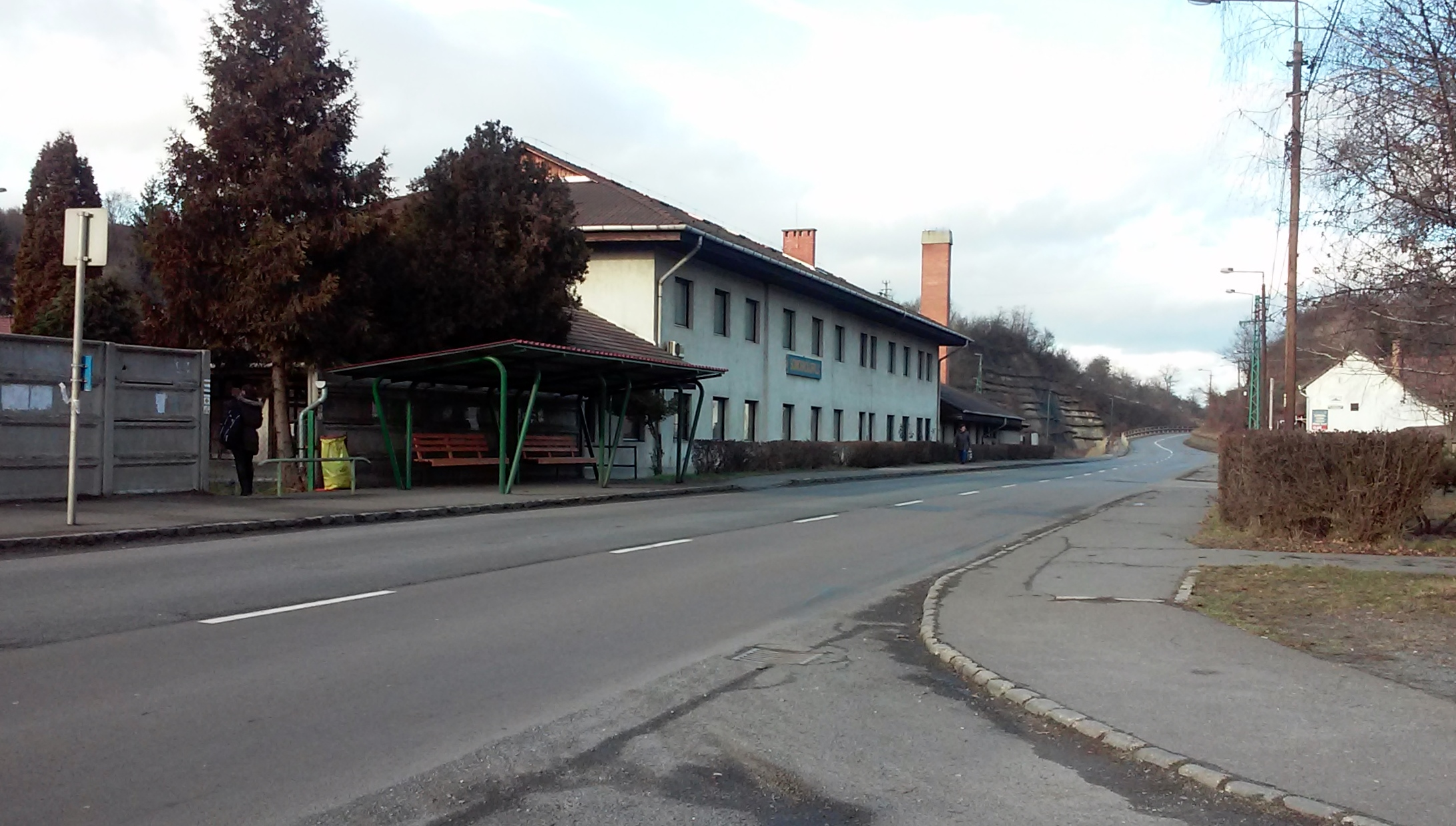
Station Somoskőújfalu (Hongarije).

De lijn bedient de volgende stations (s) en haltes:
- Fiľakovo (s) - vertakking met lijn 160 (Zvolen - Košice)
- Belina
- Radzovce
- Šiatorská Bukovinka
  - grens Slowakije-Hongarije
- Somoskőújfalu (s) (Hongaarse Spoorwegen MÁV)

## Externe koppeling
- (sk)  Spoorlijn ŽSR 164: Fiľakovo - Šiatorská Bukovinka - Somosköújfalu (www.vlaky.net)